# هيديتوشي تاكاهاشي
هيديتوشي تاكاهاشي (باليابانية: 高橋 英辰) (مواليد 11 أبريل 1916)، هو لاعب كرة قدم ياباني سابق كان يلعب كمهاجم.